# .bj
bj. هو امتداد خاص بالعناوين الإلكترونية (نطاق) domain للمواقع التي تنتمي لبنين.